# Goera impar
Goera impar är en nattsländeart som beskrevs av Georg Ulmer 1930. Goera impar ingår i släktet Goera och familjen grusrörsnattsländor. Inga underarter finns listade i Catalogue of Life.